# Selma Poutsma
Selma Poutsma (Den Haag, 14 mei 1999) is een Nederlands shorttrackster en langebaanschaatsster. In de seizoenen 2014 tot en met 2018 kwam ze uit voor Frankrijk.

## Carrière

### Jeugd
Poutsma werd geboren in Den Haag, en begon daar op 6-jarige leeftijd met schaatsen. Na een verhuizing naar Deil (West Betuwe) begon zij op 8-jarige leeftijd, naast het jeugdschaatsen in Utrecht ook met shorttrack. Poutsma behaalde in 2012 op 12-jarige leeftijd (pupil) brons op het NK shorttrack voor junioren C (t/m 14) achter Suzanne Schulting en Aafke Soet. Op 14-jarige leeftijd (junior C) behaalde zij zilver op het NK voor junioren B (t/m 16) weer naast Soet (1) en Schulting (3). Ook werd Poutsma datzelfde jaar 2014 Nederlands allround kampioen bij de junioren C op de langebaan. In haar jeugd beoefende Poutsma ook ballet, gymnastiek, roeien, atletiek en wielrennen. Tevens behaalde zij Nederlandse titels bij het inline-skaten.

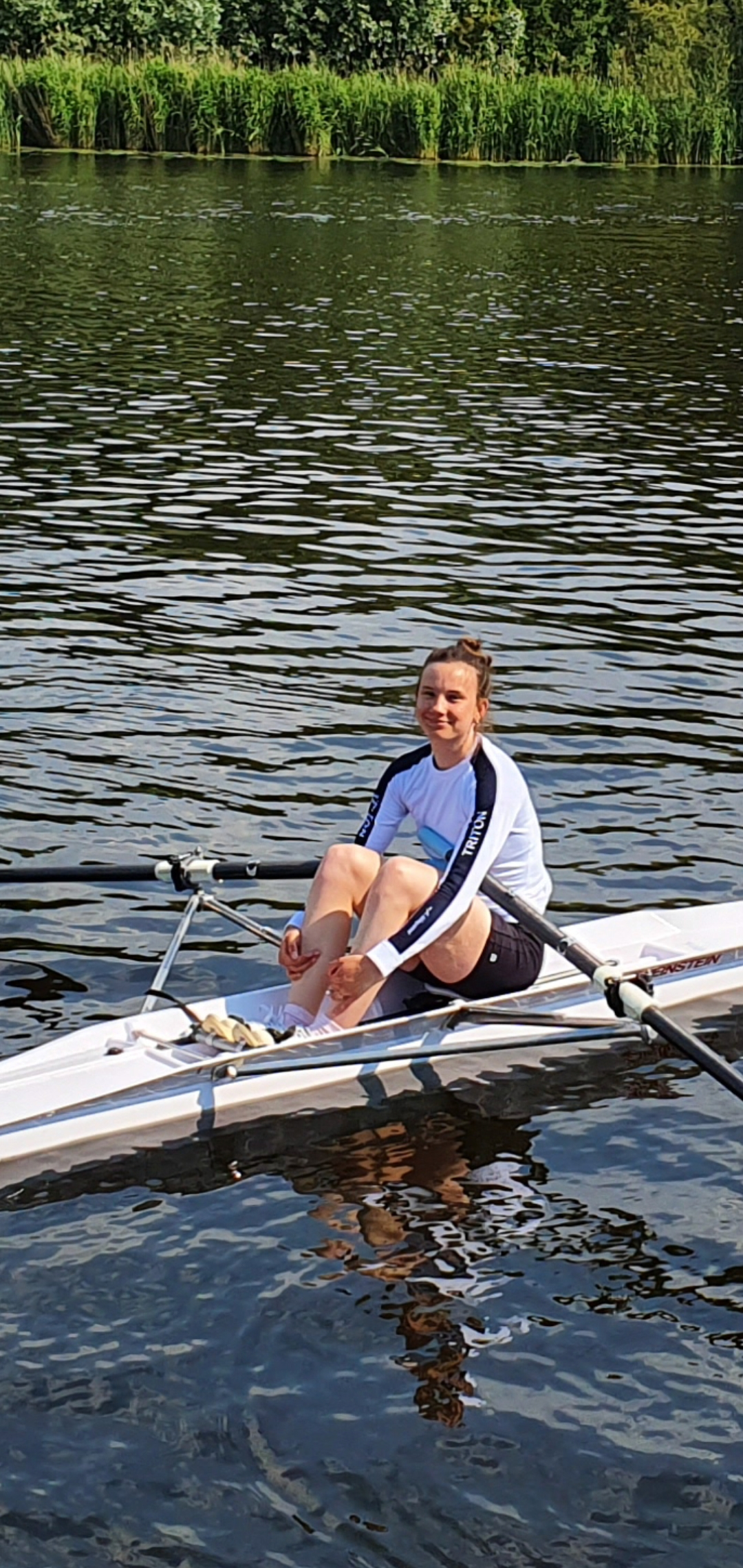
Selma Poutsma in het voorjaar van 2019

### Junior in Frankrijk
In de zomer van 2014 verhuisde Poutsma naar Font-Romeu-Odeillo-Via waar ze naar de internaatschool Lycée Pierre de Coubertin ging. Vanaf 2015 vertegenwoordigde zij Frankrijk op internationale shorttrack toernooien. Tussen 2015 en 2018 werd zij vier keer nationaal Frans juniorenkampioen. Ook werd zij in seizoen 2017/18 Frans nationaal kampioen bij de senioren élite. Met de Franse ploeg debuteerde Selma op zestienjarige leeftijd in de wereldbeker, op het EK en WK. In haar debuutseizoen in het nationale team (2015/16) behaalde zij op de wereldbeker een zesde plaats op de 500 meter en een bronzen medaille op de relay. Twee jaar later won ze de bronzen medaille op de relay tijdens de Europese kampioenschappen shorttrack 2018 in Dresden, nadat de Françaises in de halve finale Nederland hadden verslagen. Het lukte de Franse relayploeg evenwel nét niet om zich te plaatsen voor de Olympische Spelen door een penalty in de laatste kwalificatiewedstrijd, na een valpartij van het Hongaarse team.

### Senior in Nederland
In 2018 verhuisde Poutsma voor studie naar Utrecht. Daar sloot ze zich na een korte overstap naar de (studenten)roeisport toch weer aan bij het RTC Midden onder leiding van Niels Kerstholt, en sinds 2019 ook bij de Nederlandse shorttrackploeg (sinds 2020 voltijd). Na bronzen medailles op de NK shorttrack 2019 en 2021 werd ze op de Europese kampioenschappen shorttrack 2021 in Gdańsk tweede op de 1000 meter evenals derde op de 500 meter bij het wereldkampioenschappen shorttrack 2021 in Dordrecht evenals wereldkampioen op de relay met de Nederlandse damesploeg. In januari 2022 behaalde zij haar tweede nationale allround titel (december 2017 werd ze Frans kampioen) op het Nederlands kampioenschap shorttrack 2022 door alle afstanden te winnen. Op 13 februari 2022 won ze met het Nederlandse team goud op de shorttrack relay tijdens de Olympische Spelen in Beijing.

### Langebaan
Poutsma deed na bijna zeven jaar afwezigheid in december 2020 weer mee aan een officiële langebaanwedstrijd. Het wereldkampioenschapskwalificatietoernooi schaatsen 2020/2021. Hier reed ze de 500 (9e) en 1000 meter (15e). Een jaar later werd ze bij het Olympisch kwalificatietoernooi 7e op de 500 meter.
In het voorjaar van 2024 tekenden Poutsma, Suzanne Schulting en Angel Daleman een contract bij het langebaan-Team Essent. Voor het seizoen 2024-2025 bleef ze bij de nationale shorttrackploeg, maar zou ze daarnaast bij Essent gaan trainen voor de langebaan en wedstrijden rijden.

## Records

### Persoonlijke records langebaan[5]
| Afstand    | Tijd    | Datum            | Baan       |
| ---------- | ------- | ---------------- | ---------- |
| 500 meter  | 37,89   | 28 december 2021 | Heerenveen |
| 1000 meter | 1.16,25 | 28 december 2020 | Heerenveen |
| 1500 meter | 2.12,11 | 22 december 2013 | Heerenveen |

1992: Cutrone, Daigle, Lambert, Perreault ·
1994: Chun, Kim S.-h., Kim Y.-m., Won ·
1998: An, Chun, Kim, Won ·
2002: Choi E.-k., Choi M.-k., Joo, Park ·
2006: Byun, Choi, Jeon, Jin, Kang ·
2010: Sun, Wang, Zhang, Zhou ·
2014: Cho, Kim, Kong, Park, Shim ·
2018: Choi, Kim A.-l., Kim Y.-j., Lee, Shim ·
2022: Van Kerkhof, Poutsma, Schulting, Velzeboer
Bibi Arts · Teun Boer · Hugo Bosma · Zoë Deltrap · Friso Emons · Kay Huisman· Yara van Kerkhof · Niels Kingma · Sjinkie Knegt · Daan Kos · Itzhak de Laat · Diede van Oorschot · Selma Poutsma · Sven Roes · Suzanne Schulting · Bram Steenaart · Michelle Velzeboer · Xandra Velzeboer · Jens van 't Wout · Melle van 't Wout

Bondscoach: Niels Kerstholt

Assistent-coach: Kip Carpenter · Haralds Silovs

Team Essent
Angel Daleman · Sijmen Egberts · Jarle Gerrits · Isabel Grevelt · Freek van der Ham · Sanne in 't Hof · Chloé Hoogendoorn · Chris Huizinga · Kars Jansman · Selma Poutsma · Merijn Scheperkamp · Suzanne Schulting · Tijmen Snel · Beau Snellink · Remco Stam · Meike Veen · Mathias Vosté · Joep Wennemars
Coaches: Sicco Janmaat · Ben Jongejan · Jac Orie · Dave Versteeg